# Fée dans l'art et la littérature

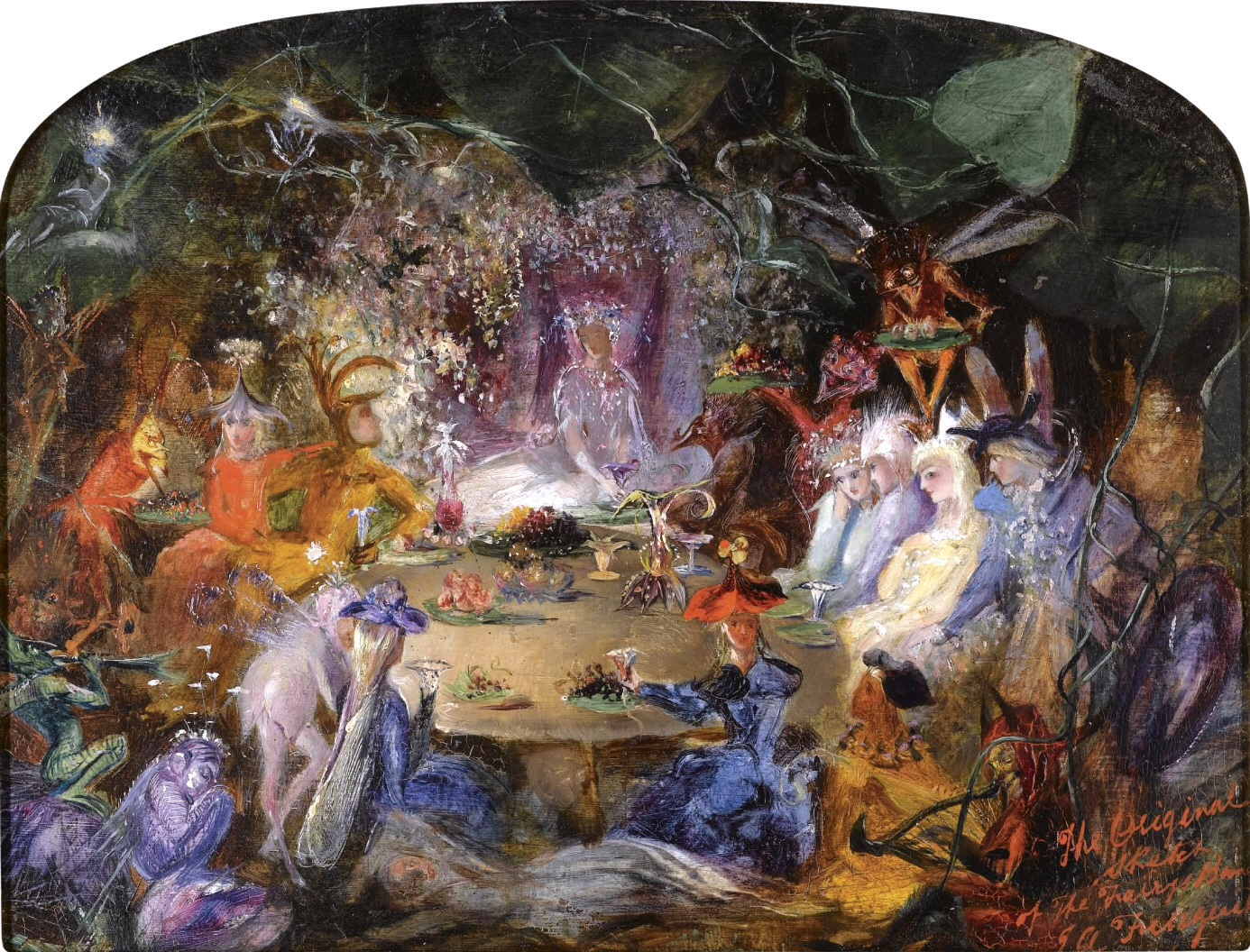
The Fairy Banquet (Le Banquet des fées), peinture de John Anster Fitzgerald, 1859.

La fée, être légendaire issu des croyances populaires, est abondamment représentée dans l'art et la littérature. Les premières remontent à l'Occident médiéval, époque qui voit la naissance littéraire des fées Morgane, Viviane, ou encore Mélusine, toutes issues de traditions orales plus anciennes, grâce à des auteurs comme Marie de France et Chrétien de Troyes. Leur succès est éclipsé par les thèmes de la mythologie greco-romaine à l'arrivée de la Renaissance, mais les fées connaissent à nouveau une vague de popularité grâce au  Songe d'une nuit d'été de William Shakespeare à la fin du XVIe siècle, puis dans les contes de fées des XVIIe et XVIIIe siècles. Au XIXe, le romantisme littéraire, et la renaissance celtique (Celtic Revival) profitent à nouveau aux fées. La collecte des traditions folkloriques, l'intérêt pour les mythes, contes et légendes gagnent toute l'Europe, de même que les créations originales incluant des personnages féeriques. L'époque victorienne voit la naissance de la peinture féerique. Le XXe siècle et ses productions « d'une extraordinaire richesse » incluent notamment la fée Clochette, devenue une icône de la culture populaire, mais aussi de nombreux films des studios Disney. Les romans de Tolkien éveillent chez la génération étudiante de l'époque un intérêt tout particulier le petit peuple et à sa suite, les premiers ouvrages étudiant et illustrant ces créatures connaissent le succès éditorial en Angleterre avec Katharine Briggs, Brian Froud et Alan Lee. En France, c'est Pierre Dubois qui le premier remet les fées à l'honneur, suivi de nombreux auteurs parmi lesquels Édouard Brasey et Marie-Charlotte Delmas. Quelques auteurs des littératures de l'imaginaire et bon nombre d'illustrateurs de fantasy incluent désormais les fées à leur répertoire.

## Premières fictions au Moyen Âge

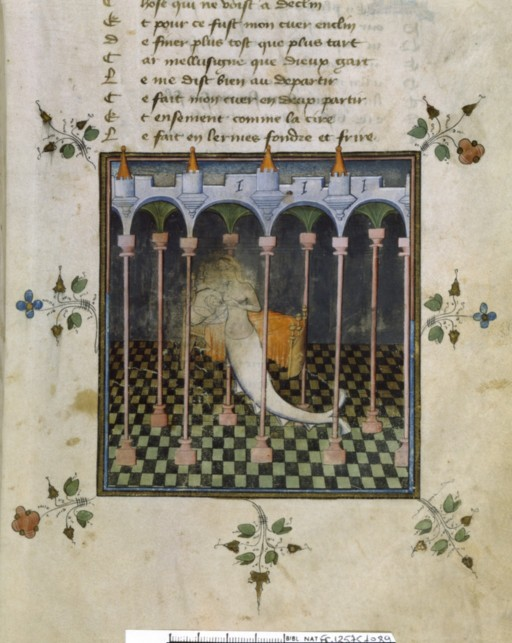
Mélusine allaitant Thierry, miniature pour Le Roman de Mélusine par les Maîtres de Guillebert de Mets vers 1420-1430.

La fée telle qu'on la connaît est une création de l'Occident médiéval,. D'abord présente dans la littérature, sa figure a ensuite inspiré le théâtre, la peinture, la musique, et par extension toutes les formes d'art. Pour Claudine Glot, la fée « est née au Moyen Âge » car les premiers textes écrits à leur propos sont des manuscrits médiévaux occidentaux du XIIe siècle, notamment ceux de Marie de France qui peut se revendiquer première femme auteur de féerie, et esquisse le portrait des belles dames venues d'autres mondes. Elle est suivie par Chrétien de Troyes qui, de 1170 à 1190, rédige des œuvres courtoises à l'ambiance féerique. Il annonce le succès de la matière de Bretagne et de la légende arthurienne comme sources d'inspiration pour les écrivains. La mythologie celtique, ses divinités païennes et ses valeurs chevaleresques forment le fond de ces premiers textes malgré le contrôle exercé par l'Église : les écrivains recueillent probablement des récits grâce à la tradition orale, longtemps véhiculée par les bardes, la littérature de fiction permettant de raconter ces légendes à leur façon.
Le succès littéraire des textes féeriques est probablement lié à l'étrangeté de la matière de Bretagne, telle qu'elle apparaît aux érudits franco-anglais vers 1200,. Selon Claudine Glot, il s'agit d'une réponse aux « nombreux interdits moraux et sexuels imposés par l'Église », et « les fées survivent en dépit d'un léger vernis chrétien apposé sur une base païenne ». Elles sont présentées dans les romances médiévales comme l'un des êtres que le chevalier errant est susceptible de rencontrer. Le monde féerique médiéval est une sorte de monde parallèle riche dont les mortels atteignent et franchissent les frontières parfois sans s'en rendre compte. Une fée joue un rôle important dans le lai de Lanval et exige, comme toutes les fées amantes, le respect d'un interdit qui sera brisé. La geste Huon de Bordeaux esquisse le portrait d'Aubéron, « roi de Féerie ». Les fées se font moins fréquentes dans la littérature après le XIIIe siècle, où elles sont à la fois diabolisées et rationalisées : la fée Oriande, de la légende des Quatre fils Aymon, ne possède que très peu de caractères féeriques « résiduels ». Des exceptions existent, comme le conte Perceforest qui met en scène de très nombreuses fées en 1340. Elles disparaissent avec la Renaissance et leur réapparition dans les contes de fées des XVIIe et XVIIIe siècles se fait sous une forme différente.

### Matière de Bretagne et légende arthurienne

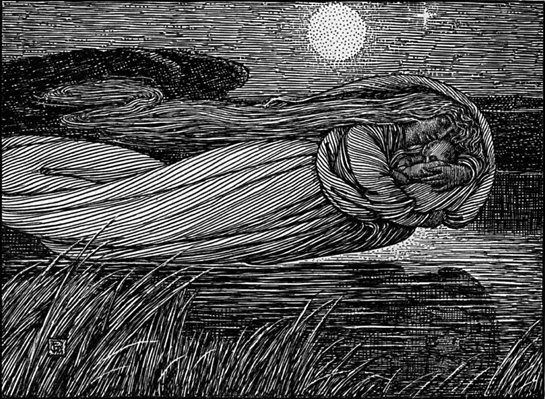
La Dame du Lac enlevant Lancelot, par George Wooliscroft et Louis Rhead, 1898.

Les romans bretons, surtout au XIIIe siècle, mettent en scène la légende arthurienne et deux grands personnages féeriques en la présence de Morgane et Viviane. D'autres personnages ont une nature féerique suggérée par la présence d'indices, telle la reine Guenièvre, qui demeure la plus belle dame du royaume durant des décennies. Bien qu'il diminue avec le temps, le caractère féerique des personnages de la légende arthurienne n'est pas complètement occulté de la tradition. Le conte tardif Sir Gauvain et le chevalier vert présente très clairement le chevalier vert comme un être issu de l'autre monde. Le poète du XVe siècle John Lydgate écrit que le roi Arthur fut couronné au pays des fées et emporté par quatre reines-fées sur l'île d'Avalon après sa mort, où il reposerait désormais sous une colline féerique jusqu'à ce que la Bretagne ait à nouveau besoin de lui.

#### Morgane

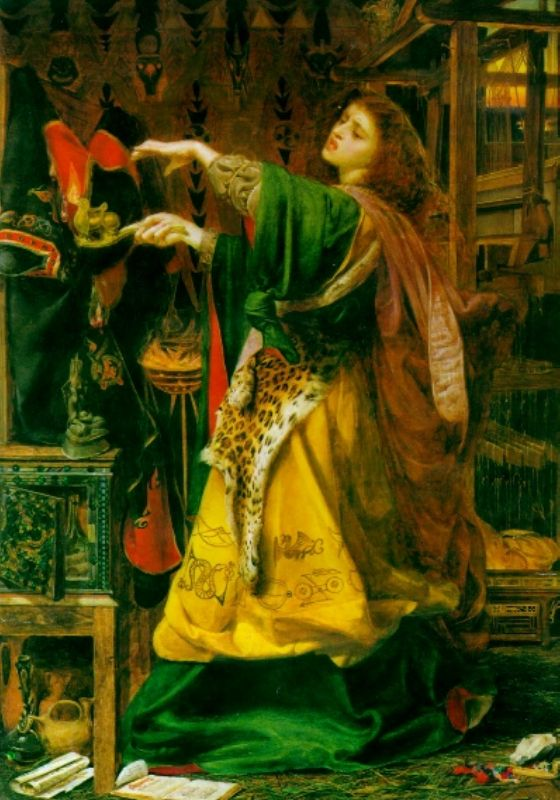
La fée Morgane vue par Anthony Frederick Sandys, 1864.

La fée Morgane, originellement une fée des eaux, est un « archétype des dames du lac » dont le lien avec le royaume féerique est clair de par son nom. Elle apparaît d'abord sous un jour positif, comme une magicienne savante et une guérisseuse occupant une position importante à Avalon, par exemple dans le premier texte à son propos, la Vita Merlini de Geoffroy de Monmouth écrit en 1150. À partir du XIIIe siècle, elle est qualifiée d'« antithèse de Mélusine », puis elle séduit et enlève les héros de la légende arthurienne dans l'Autre Monde. Dans Sire Gauvain et le chevalier vert et Le Morte d'Arthur au XVe siècle, elle est présentée comme une femme dont les nombreux pouvoirs magiques ne sont pas le résultat d'une nature féerique, mais plutôt le fruit de longues études en compagnie de l'enchanteur Merlin, mais aussi comme haineuse envers le roi Arthur et la reine Guenièvre, hostile et séductrice vis-à-vis de Lancelot, et recherchant la mort de Gauvain par des actes fourbes et traîtres.

#### Viviane
La fée Viviane, dont la figure semble issue des déesses aquatiques et de Diane, est un exemple de mélanges entre les traditions païennes et chrétiennes puisqu'elle élève Lancelot dans l'art de la chevalerie tel qu'enseigné par l'Église, mais ignore le pardon et se livre à la vengeance,. Apparue tardivement au XIIIe siècle, c'est avant-tout une figure maternelle, qui vit au fond d'un lac magique en compagnie d'autres dames féeriques, et dont le côté inquiétant (lors de l'enlèvement de Lancelot par exemple) est autant atténué que possible afin d'en faire « la parèdre positive de Merlin ».

### Mélusine

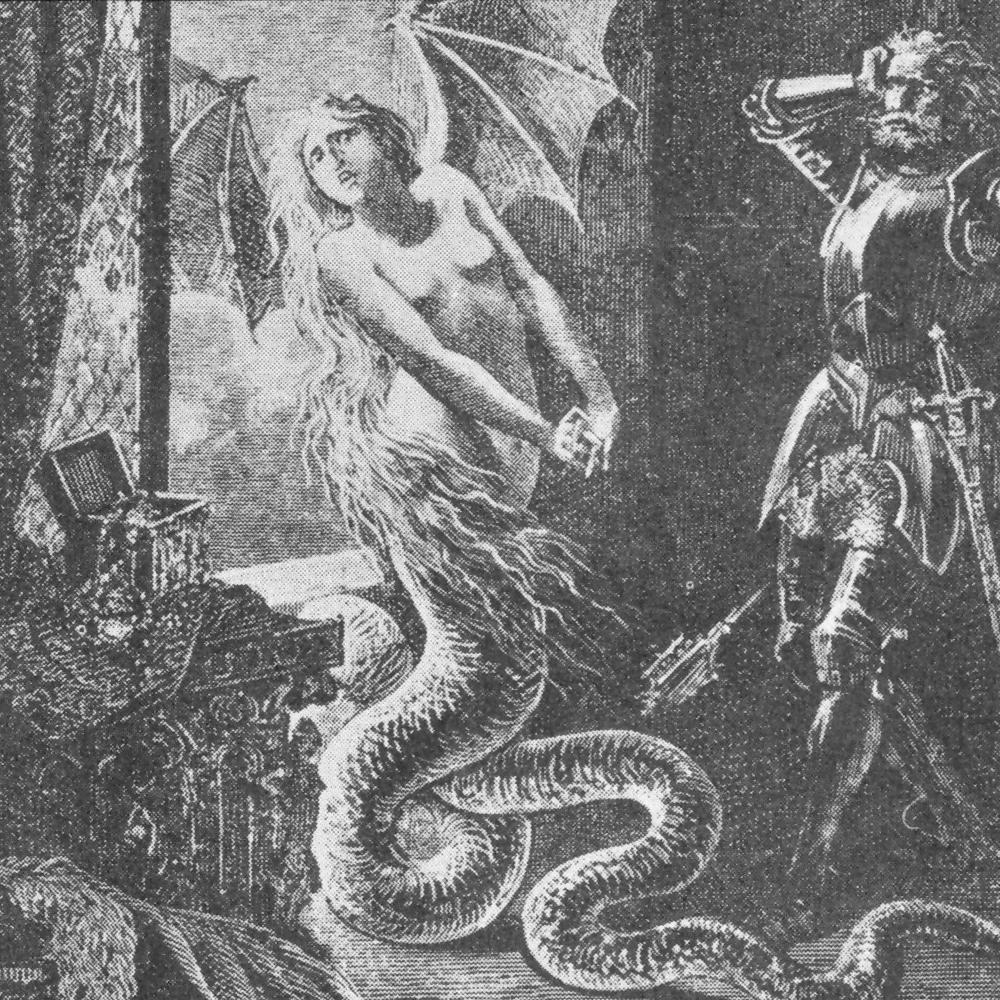
La Fée Mélusine découverte par Raymond de Lusignan, gravure sur bois vers 1500.

La fée Mélusine est l'exemple même de la fée amante, à tel point que Georges Dumézil nomme « mélusiniens » les récits d'amour entre un homme mortel et une femme surnaturelle. Sa tradition est fortement ancrée à l'époque médiévale qui en fait à la fois un personnage de contes populaires et la patronne de la maison de Lusignan. On en trouve trace dès le XIIe siècle, puis en 1392 dans le Livre de Mélusine de Jean d'Arras et en 1401 dans celui de Coudrette. Ils racontent comment la fée Mélusine, maudite par sa mère, est condamnée à se changer en serpente de la taille aux pieds chaque samedi et ne pourra être libérée que si un homme l'épouse et ne la voit jamais ce jour-là. Raymond de Lusignan tombe amoureux d'elle, l'épouse en acceptant l'interdit, et voit bientôt sa puissance et sa prospérité se décupler. Poussé par son frère à braver l'interdit, il fâche Mélusine qui retourne dans l'Autre Monde et dont la vengeance s'abat sur le château de Lusignan.

## AuXVIesiècle

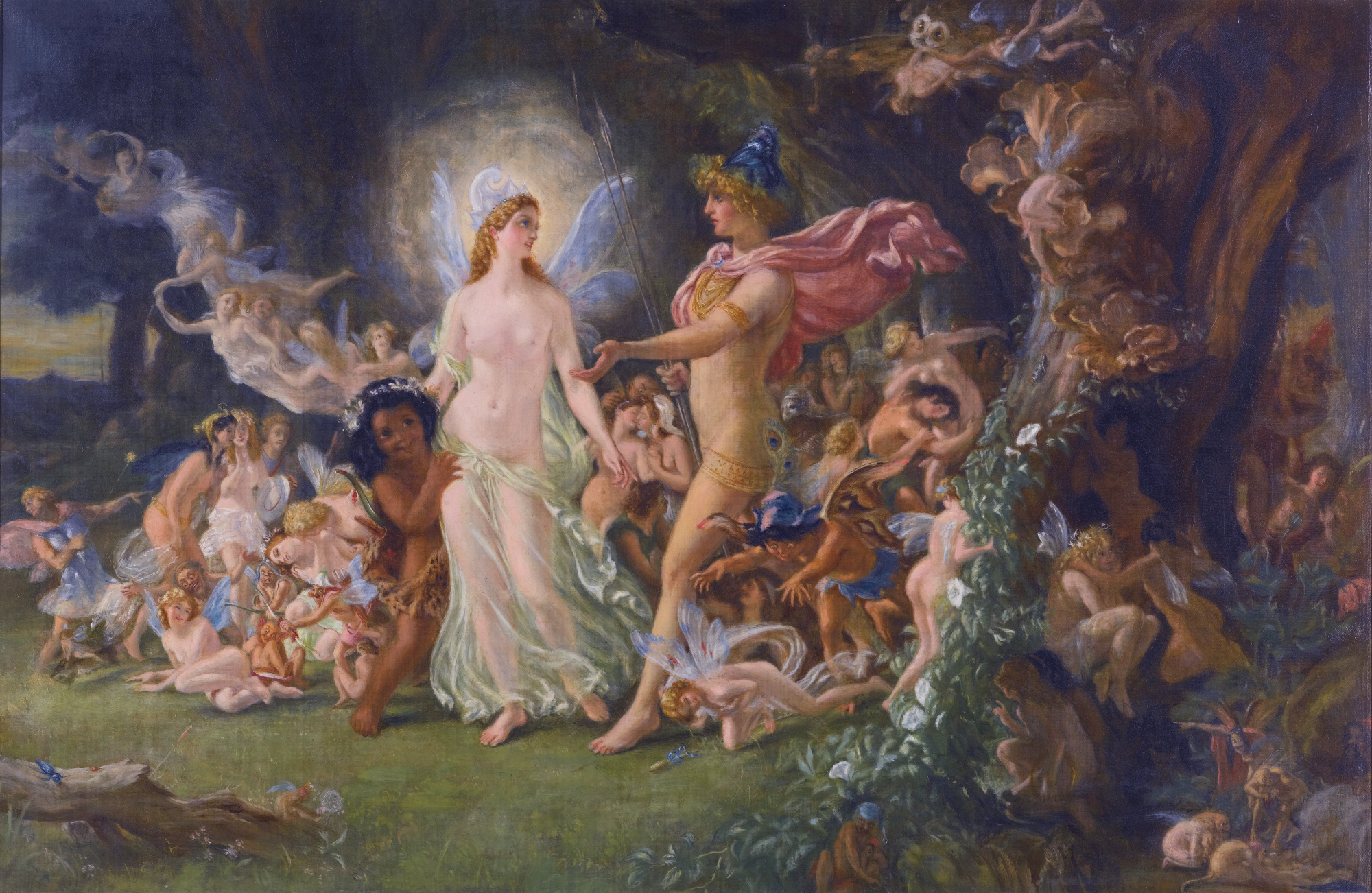
Deux des principaux personnages de la pièce Le Songe d'une nuit d'été : Titania, reine des fées, et Obéron, roi des fées, se querellant (Study for The Quarrel of Oberon and Titania, Joseph Noel Paton, vers 1849).

Avec l'arrivée de la Renaissance, les fées médiévales disparaissent des récits tandis que dieux et déesses de l'Antiquité gréco-romaine redeviennent une source d'inspiration artistique. En 1590, Edmund Spenser écrit le poème épique La Reine des fées, proche de la tradition arthurienne et qui promulgue la vertu mais dans bon nombre de fictions de cette époque, les attributs des fées sont mélangés librement à ceux des nymphes et des satyres de la tradition classique. Bien qu'elles soient présentes dans la littérature anglaise depuis le XIVe siècle, les fées font leur réapparition la plus notable dans Le Songe d'une nuit d'été de William Shakespeare à la fin du XVIe siècle, qui se déroule simultanément dans les bois et le royaume de Féerie, situé sous la lumière de la Lune et dans lequel une dispute entre des fées cause des désordres et des troubles. L'immense succès de cette pièce théâtrale est à l'origine de la « miniaturisation » des fées anglo-saxonnes, une idée qui devient répandue au XVIe siècle et que John Lyly suggère aussi dans Endimion en 1591.
À la suite de Shakespeare, bon nombre de fées du folklore et de la littérature prennent les traits de Titania, d'Obéron et de Puck. De même, le rôle de ces êtres est considérablement modifié, ils sont perçus comme beaucoup moins impitoyables et effrayants que ceux du folklore. Cette représentation des fées anglo-saxonnes perdure au XVIIe siècle, Michael Drayton continuant à les miniaturiser dans Nimphidia en 1627, et elle trouve son apogée au XIXe siècle à travers la fairy painting.

## DuXVIIeauXVIIIesiècle

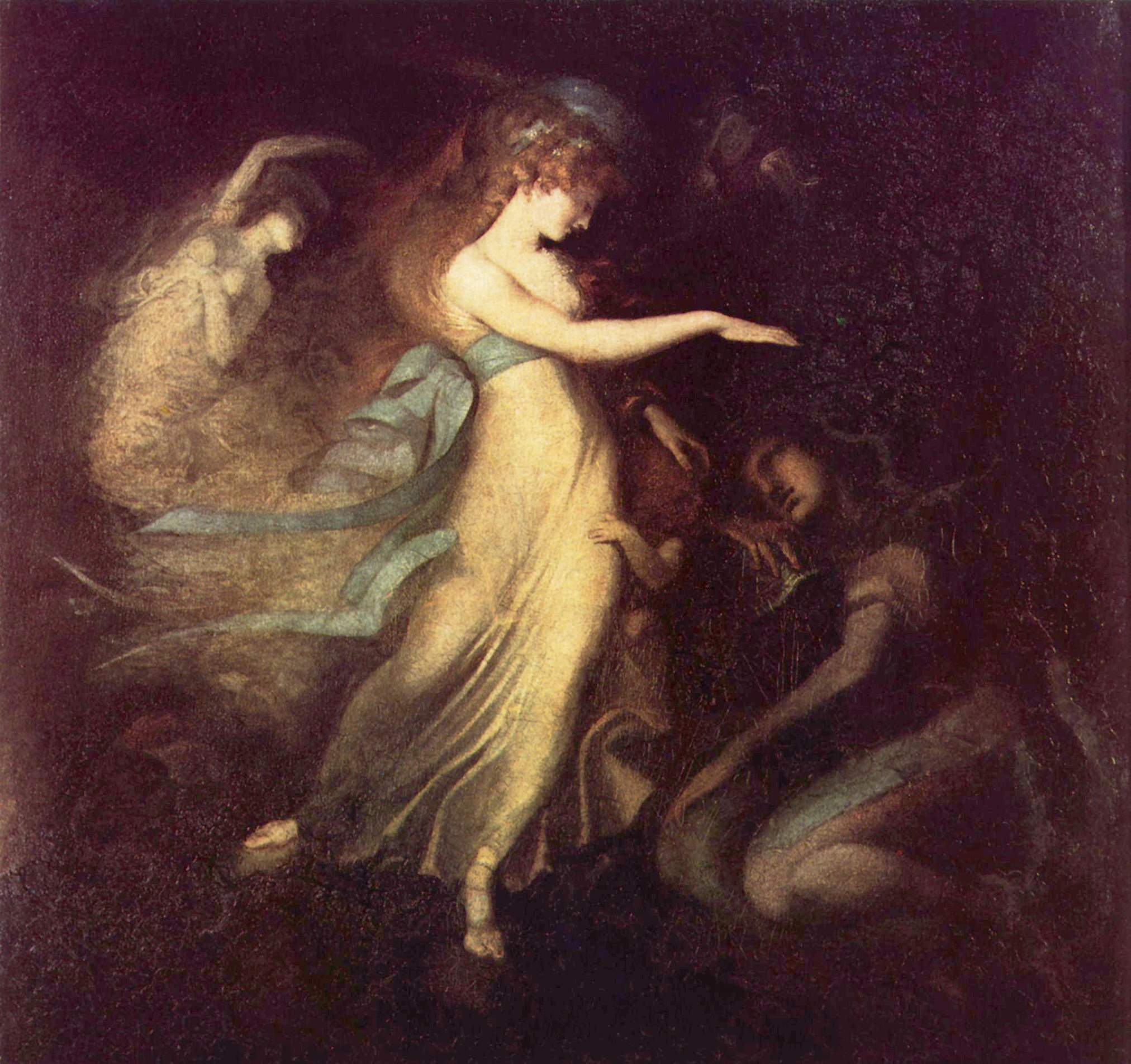
Le Prince Arthur et la reine des fées par Johann Heinrich Füssli, 1788.

Les XVIIe et XVIIIe siècles voient l'émergence du conte de fées comme genre littéraire à part entière et de 1760 à 1763, les poèmes celtiques attribués au barde Ossian et traduits par le poète James Macpherson « font sensation dans l'Europe entière ». Johann Heinrich Füssli, plus connu pour ses œuvres à l'atmosphère oppressante, a également peint des fées. La première de l'opéra La fée Urgèle est jouée à Fontainebleau le 26 octobre 1765.

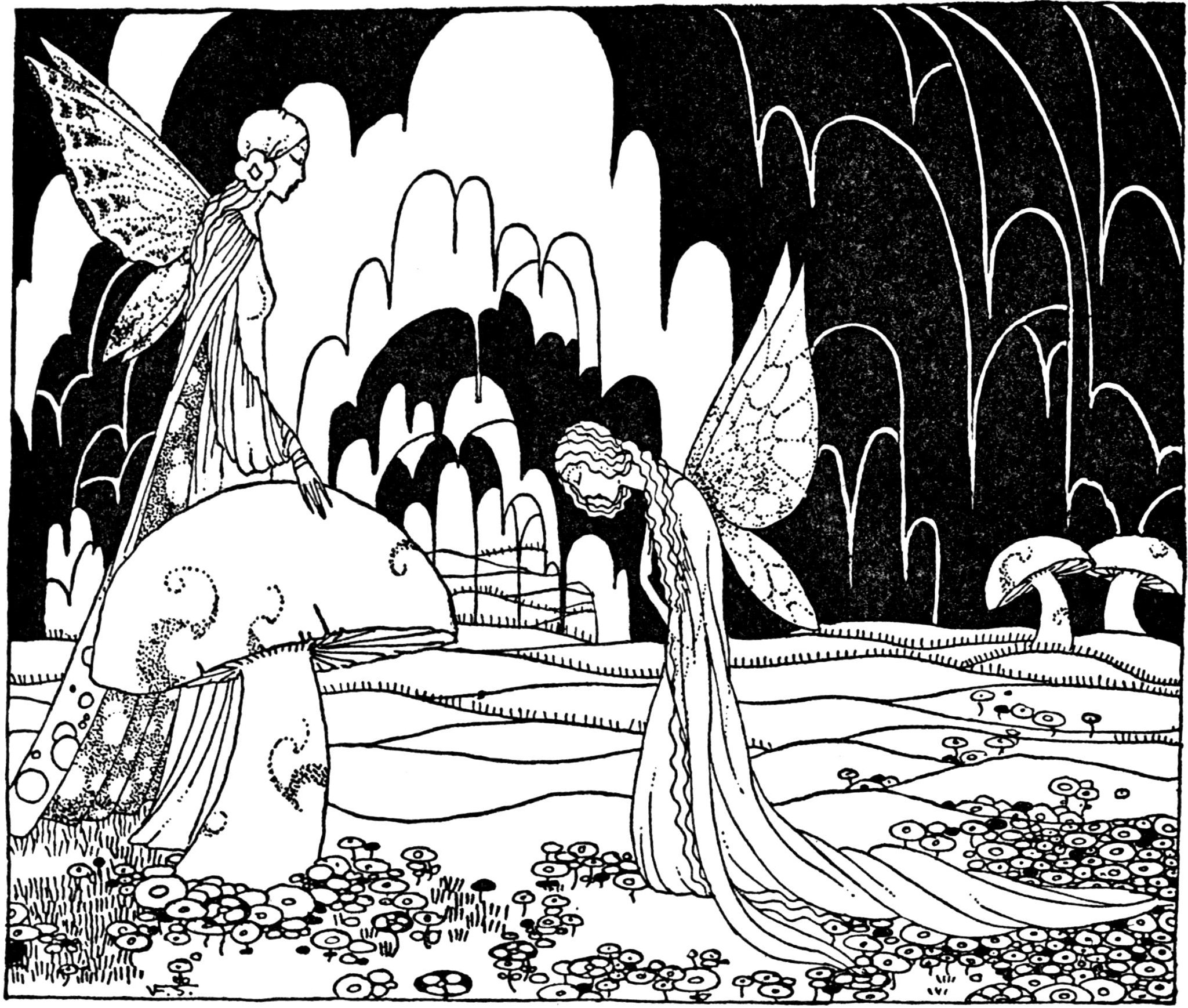
La fée doit se livrer à la reine et perdre son pouvoir pendant huit jours, illustration de Virginia Frances Sterret pour les Old French Fairy Tales, 1920.

Le conte merveilleux, ou « conte de fées », est un genre littéraire né au XVIe siècle et qui prend son essor au XVIIe siècle dans les salons mondains. On y trouve des éléments surnaturels ou féeriques, des opérations magiques, et des événements miraculeux. Il popularise des personnages devenus récurrents comme la fée Carabosse (mauvaise fée ou sorcière) et les fées marraines telles que celle de Cendrillon, la fée des Lilas, et les marraines de la Belle au bois dormant .
Pierre Dubois pense que les conteurs français du XVIIe siècle, notamment les précieuses, ont considérablement modifié la perception de la fée en faisant des « belles de mai » mentionnées dans les anciennes croyances des femmes raffinées, délicates et élégantes fréquentant la cour dans leurs contes, détruisant ainsi un symbolisme originel lié au renouveau de la nature. 

### AuXIXesiècle
Au XIXe, le folklore du petit peuple s'accorde avec les élans vers la nature du romantisme littéraire, et les fées connaissent une nouvelle vague de popularité, en partie grâce à la renaissance celtique (Celtic Revival). La collecte des traditions folkloriques, l'intérêt pour les mythes, contes et légendes gagnent toute l'Europe, de même que les créations originales incluant des personnages féeriques. Certains noms deviennent célèbres par le biais de la littérature, comme la fée bleue (ou « Turquoise ») dans Pinocchio. Les théâtres, ballets et opéras mettent les fées, dryades, ondines et autres êtres fabuleux en scène, comme dans La Sylphide, les adaptations du Songe d'une nuit d'été et de La Tempête et de nombreux autres qui multiplient les prouesses techniques, notamment par le biais de spectaculaires « scènes de transformation ». Les fées inspirent la « musique féerique », comme Le Lac des fées d'Auber et Les Fées du Rhin d'Offenbach, puis une véritable pléiade d'œuvres dans les vingt dernières années du XIXe siècle, aussi bien en Europe de l'Ouest, du Nord, qu'en Europe centrale et en Russie. Washington Irving, qui connaît Walter Scott, est le premier auteur américain de contes de fées.

### En Allemagne

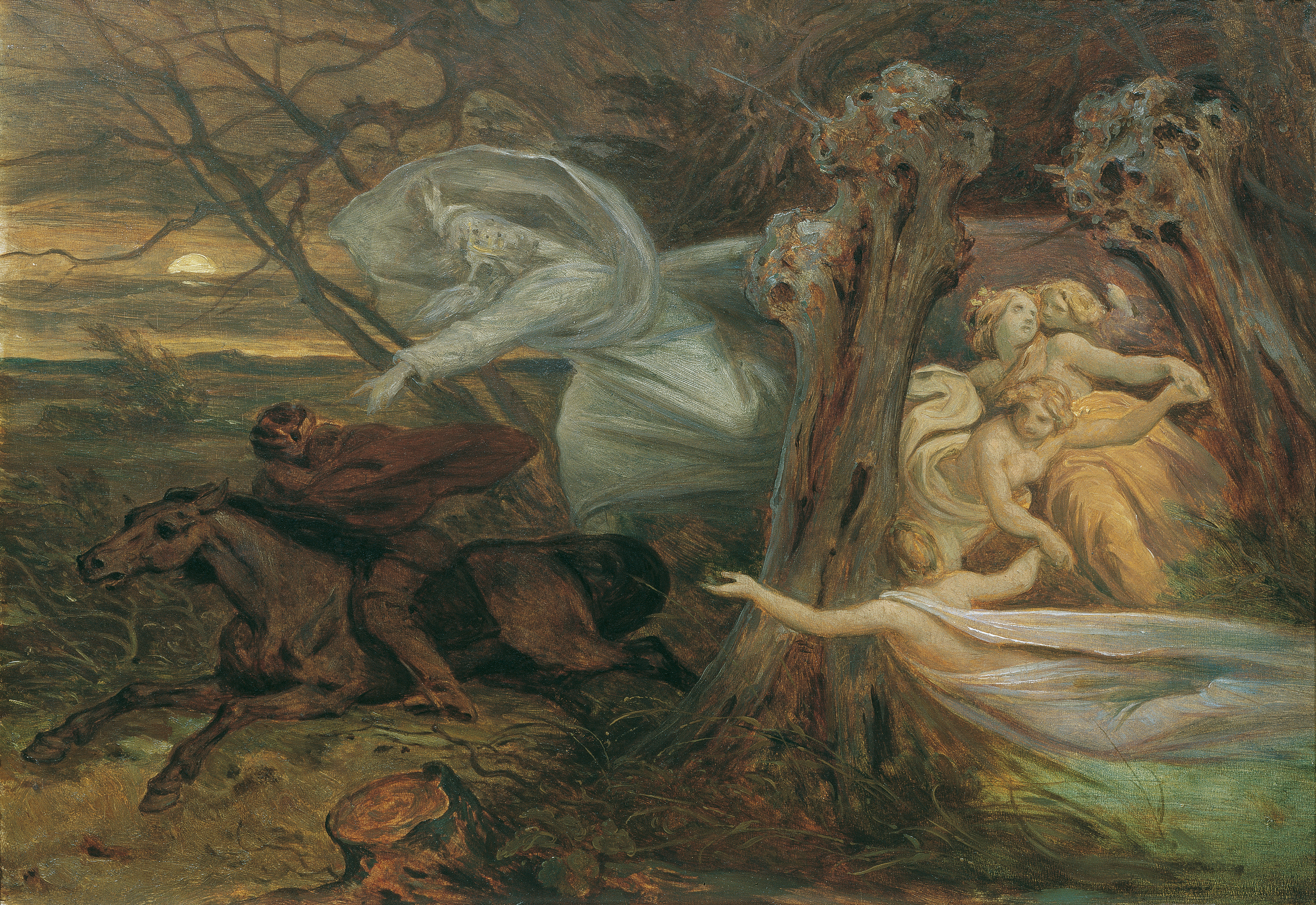
Der Erlkönig, huile sur panneau de Moritz von Schwind, inspirée par le poème Le Roi des Aulnes de Goethe, vers 1830.

Michel Le Bris voit dans les auteurs du romantisme allemand les véritables inventeurs de la fée moderne, « parce que pour la première fois ils les pensèrent comme « portes », voies d'accès à une connaissance « autre », révélatrices des puissances insoupçonnées de l'esprit humain », contrairement aux contes de fées qui illustrent surtout la querelle des anciens et des modernes. Herder publie d'abord ses Chants populaires en 1778 en s'inspirant des légendes, des contes populaires et de la mythologie, et initie un mouvement touchant également des musiciens comme Beethoven, qui arrangent les chants traditionnels gallois, écossais, et irlandais. C'est l'influence de Goethe qui se révèle déterminante, celui-ci ayant transcrit des ballades alsaciennes et inclut des contes de fées dans la plupart de ses textes. Les auteurs du mouvement reprennent le conte de fées et en modifient le sens, s'opposant notamment au rationalisme, tel Tieck qui réécrit et adapte les Quatre fils Aymon, les Elfes et bon nombre d'autres histoires mettant en scène des fées.
De la fin du XVIIIe siècle au début du XIXe siècle, le mouvement se diffuse à l'Europe entière et permet la redécouverte du patrimoine légendaire et historique allemand, qui est plus tard utilisé à des fins nationalistes. Parmi les peintres, Moritz von Schwind se distingue pour avoir fait naître des fées sous ses pinceaux. Jacob et Wilhelm Grimm sont à l'origine des linguistes et philologues allemands soucieux de préserver la langue et la culture de leur pays, et qui en viennent à compiler les contes populaires pour l'enfance, dont bon nombre en rapport avec les fées. Ces derniers connaissent un succès phénoménal dans le monde entier, malgré le fait que les deux frères soient ouvertement nationalistes. Toutefois, à l'inverse des contes des auteurs précieuses du XVIIe, qui incluent beaucoup de fées, les frères Grimm n'en comptent que dans leur premier ouvrage : ils concluent qu'elles n'appartiennent pas à la tradition allemande et même en altèrent la langue. Ces derniers traduisent donc le mot « Fée » par « enchanteresse » ou un terme équivalent. J. R. R. Tolkien décrit plus tard « le royaume de Faerie » comme étant le lieu où se déroulent ces contes. L'Allemagne est également connue pour être le « pays de la musique du monde des fées », notamment à travers l'Oberon de Weber et Les Fées (Die Feen) de Richard Wagner.

### Dans les îles Britanniques

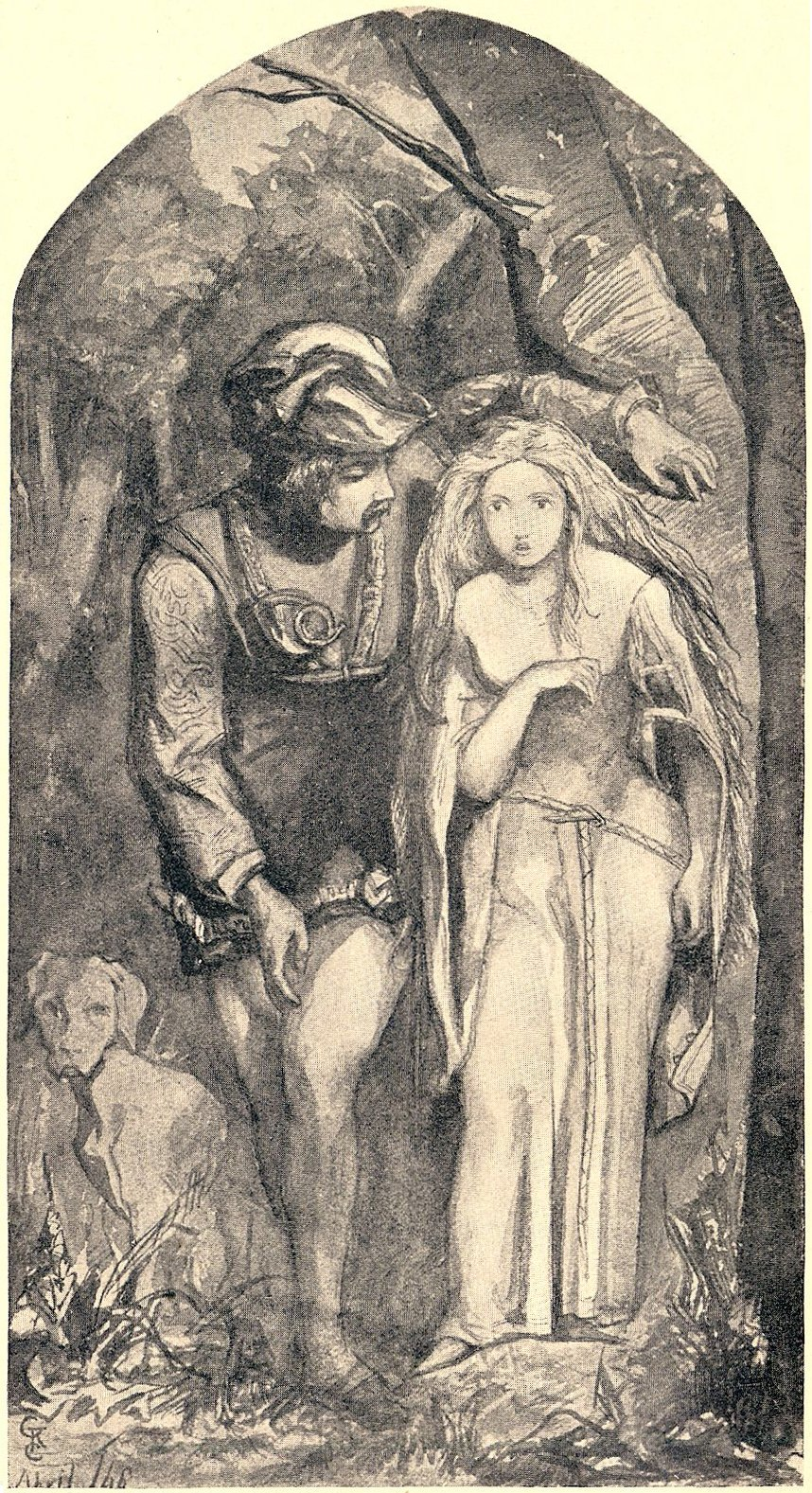
La Belle Dame sans merci, dessin au crayon par Dante Gabriel Rossetti, 1848.

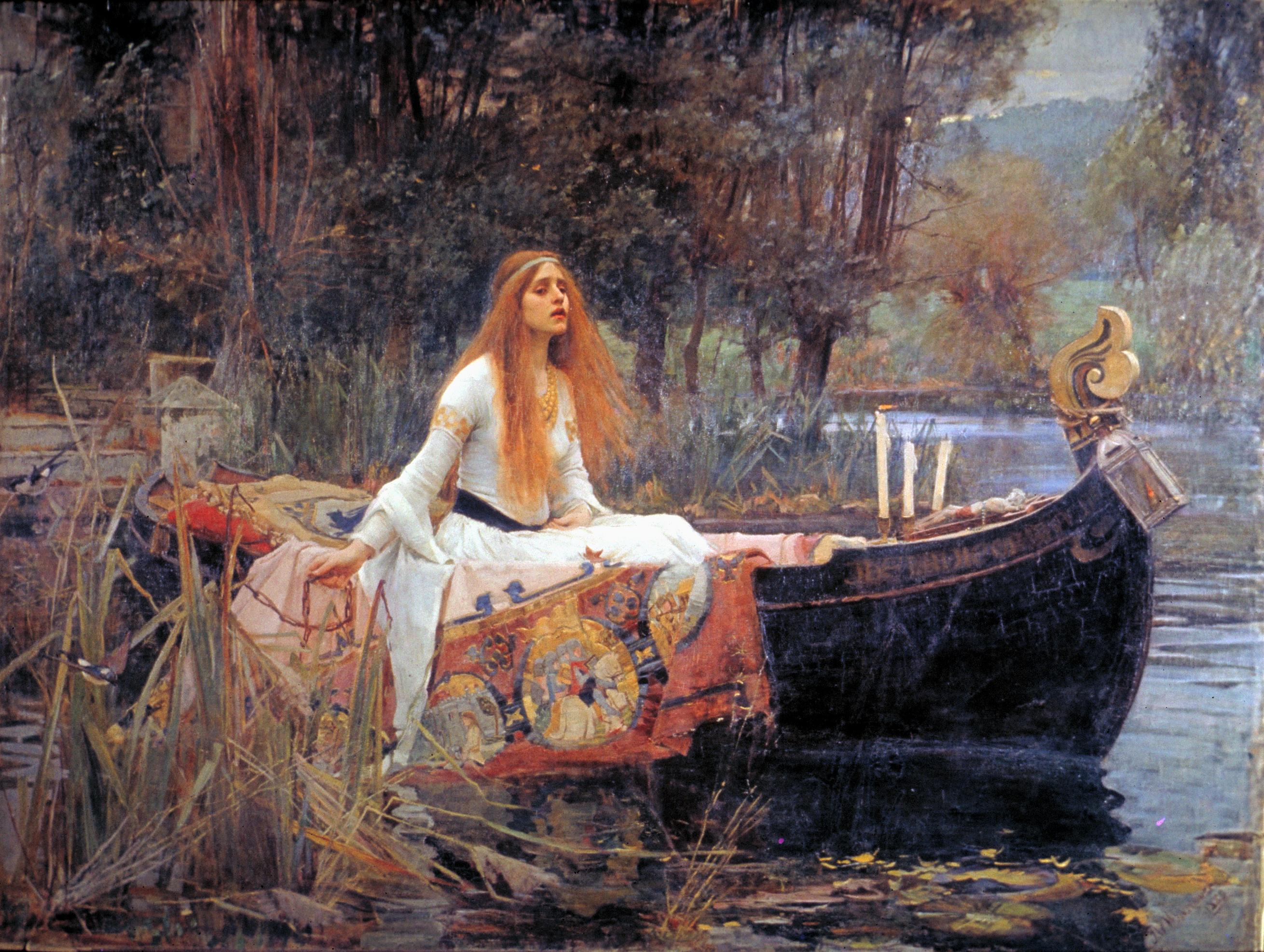
The Lady of Shalott par John William Waterhouse, 1888.

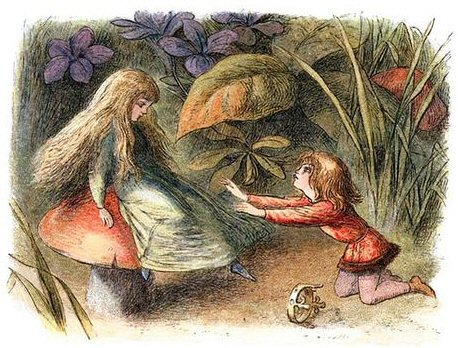
Illustration de littérature d'enfance et de jeunesse avec des fées, par Richard Doyle.

La féerie britannique s'impose au XIXe et revient dans tous les domaines, aussi bien artistiques, scientifiques, économiques que politique, la reine Victoria étant même surnommée « la Reine des fées ». La vogue du spiritisme et l'érotisme de la fée dans une Angleterre alors en pleine révolution industrielle peuvent expliquer cet engouement.
Walter Scott, figure majeure du romantisme anglais, est également un auteur prolifique sur la féerie, l'Écosse ayant été de tous temps réputée pour son abondant folklore, ses rondes de fées, ses fantômes, ses banshees et ses lutins. À travers ses œuvres comme les Chants populaires de la frontière écossaise, le Chant du dernier ménestrel, la Dame du lac, et ses romans, il évoque plus d'une fois le petit peuple, tout comme James Hogg. C'est aussi dans les îles Britanniques et grâce au mouvement romantique que la littérature d'enfance et de jeunesse, déjà pensée au XVIIIe siècle, se développe durant l'époque victorienne, les écrits de Lewis Carroll étant suivis d'une foule de publications qui trouvent leur apogée à l'arrivée du XXe siècle.
Les peintres préraphaélites illustrent parfois des fées en s'inspirant de la légende arthurienne, et peuvent être auteurs de contes ou d'histoires féeriques. En 1819 paraît La Belle Dame sans merci de John Keats, décrivant la rencontre d'un chevalier errant avec la fille d'une fée, qui sert de source d'inspiration à bon nombre de préraphaélites. En 1857, The Lady of Shalott possède également des accents féeriques suggérés par le fait que la dame ne puisse voir le monde réel qu'à travers un miroir. À la fin du XIXe siècle, John Duncan peint plusieurs fées dans ses œuvres ayant pour thème la mythologie celtique.

#### Publications du folklore et de la mythologie
Par la suite, les publications ayant trait au folklore et à la mythologie féeriques se multiplient, entre autres avec la traduction des Mabinogion en anglais, puis la sortie des Traditionnal Tales of the English and Scottish Peasantry en 1822, et des Fairy Legends and Traditions of the South or Ireland. Les premières études consacrées aux fées voient le jour au même moment, Thomas Keightley publiant The Fairy Mythology en 1828 afin de définir le folklore anglais, puis Tales and Popular Fiction en 1834 afin d'analyser les différents folklores du monde. James Halliwell-Phillipps publie deux ouvrages ayant trait aux « contes de nourrice » en 1842 et 1849, mais c'est l'anthologie Fairy tales of all nations, illustrée par Richard Doyle, qui connaît le plus grand succès populaire en 1849.
Le succès des contes pousse plusieurs écrivains à inventer les leurs, les plus remarquables étant Phantastes de George MacDonald en 1858, et le recueil Dealing with the Faeries paru en 1867. De la fin du XIXe siècle au début du XXe siècle, le nationaliste irlandais William Butler Yeats célèbre le folklore féerique de son pays dans une série d'œuvres comme Fairy and Folk Tales of the Irish Peasantry et Irish fairy tales, indissociables d'une forme de quête spirituelle et qualifiées de « vision la plus riche et la plus novatrice de l'histoire du folklore ». Les publications de contes féeriques trouvent leur apogée avec l'anthologie en douze volumes d'Andrew Lang, entamée par The Blue Fairy Book en 1889 et terminée par The Lilac Fairy Book en 1910, ouvrage qui se retrouve dans la plupart des foyers anglo-saxons.

#### Peinture féerique

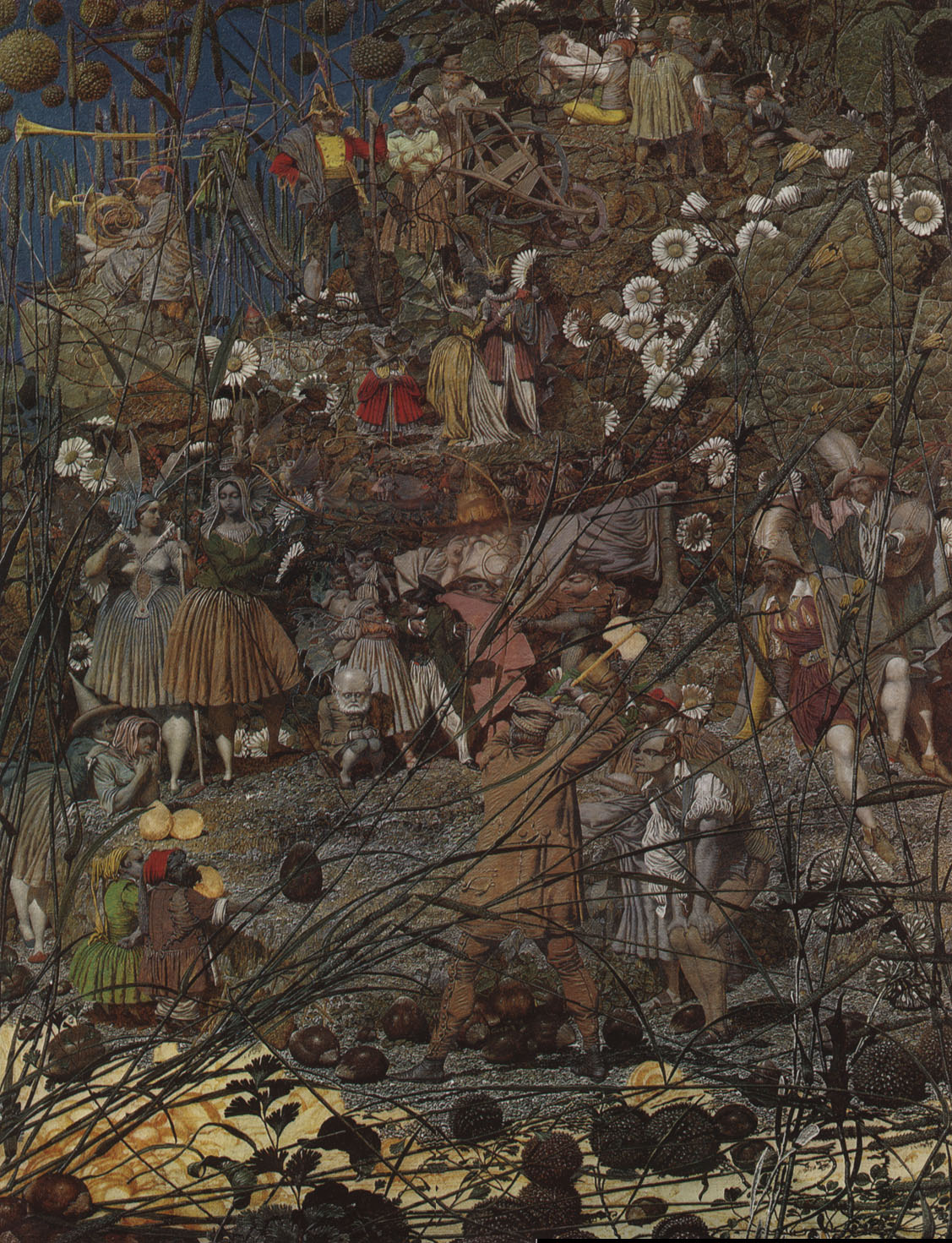
The Fairy Feller's Master-Stroke par Richard Dadd, 1855-1864.

L'époque victorienne voit la naissance de la peinture féerique. Le peintre victorien Richard Dadd créé ainsi des peintures inspirées du folklore féerique, remarquables pour leur ton sinistre et malin. D'autres artistes de la même époque représentent des fées : John Atkinson Grimshaw, Joseph Noel Paton, John Anster Fitzgerald, Daniel Maclise, Robert Huskisson et John Simmons. La peinture féerique connaît son âge d'or entre 1840 et 1870, et le mouvement se rapproche de celui des préraphaélites bien qu'il soit moins connu. Il s'agit d'une forme de rejet des interdits moraux étouffants imposés à l'époque en matière de sexualité et de religion, mais aussi d'une réaction face à la science et au progrès. Les œuvres de Shakespeare en sont la principale source d'inspiration. La majorité des artistes du mouvement sont irlandais ou natifs d'Irlande. Richard Doyle est l'un de ceux qui produisent le plus d'œuvres mettant en scène un petit peuple « à la jubilation excentrique et au sens très enlevé de l'espièglerie ». 

### Dans les pays scandinaves

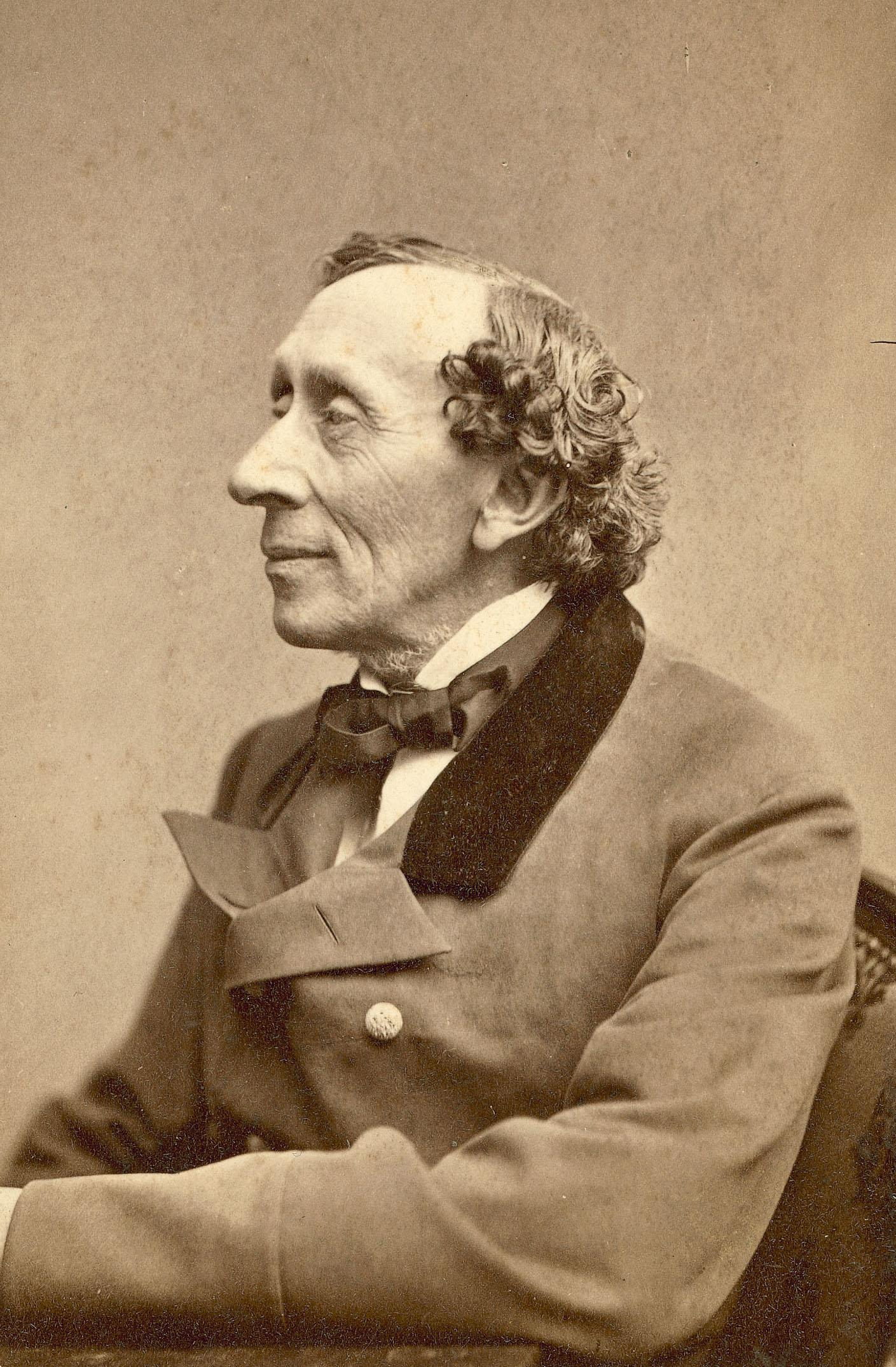
Le Danois Hans Christian Andersen, auteur de 156 contes.

Le folklore populaire des pays scandinaves est lui aussi redécouvert, avec ses nains, géants et elfes, notamment dans les sagas islandaises. En Finlande, l'épopée du Kalevala amorce les mouvements nationalistes. Per Daniel Amadeus Atterbom adapte L'Oiseau bleu en 1814 et publie L'île du bonheur, récit d'un voyage en contrées féeriques. Le plus célèbre auteur lié à la féerie est danois, Hans Christian Andersen écrit 156 contes qui connaissent un succès international, bien que 12 d'entre eux seulement relèvent purement du folklore. Tous mettent en scène un très riche bestiaire féerique. Le Vilain Petit Canard, La Petite Sirène ou encore La Reine des neiges font le tour du monde. Enfin, Peer Gynt, drame poétique devenu pièce de théâtre de l'auteur norvégien Henrik Ibsen et joué pour la première fois au théâtre national de Christiania le 24 février 1876 met en scène des créatures du petit peuple.

### En France
En France, le rationalisme et l'héritage du siècle des Lumières font que les contes et traditions liés à la féerie sont peu mis en avant au début du XIXe siècle, le romantique Charles Nodier étant l'un des premiers à publier ce type d'histoire avec Trilby ou le Lutin d'Argail et La Fée aux miettes en 1832. Les publications consacrées aux contes et légendes se multiplient ensuite mais peinent à trouver leur public, aucune ne connaît une diffusion et un succès comparables aux écrits allemands, britanniques et scandinaves. Si les écrits féeriques peinent à percer, ce n'est pas le cas dans l'illustration puisque Gustave Doré (1832-1883) devient l'auteur de 9 850 illustrations dont la plupart sont consacrées à des contes, et suivent la vague du romantisme en laissant une large part au rêve et à la spiritualité. De même, le peintre Yan' Dargent (1824-1899) obtient une vaste reconnaissance pour son œuvre à l'atmosphère fantastique, qui met en scène la forêt et les fées bretonnes.

Que ce soit Urgèle ou Morgane,

J'aime, en un rêve sans effroi,

Qu'une fée, au corps diaphane,

Ainsi qu'une fleur qui se fane,

Vienne pencher son front sur moi ! 

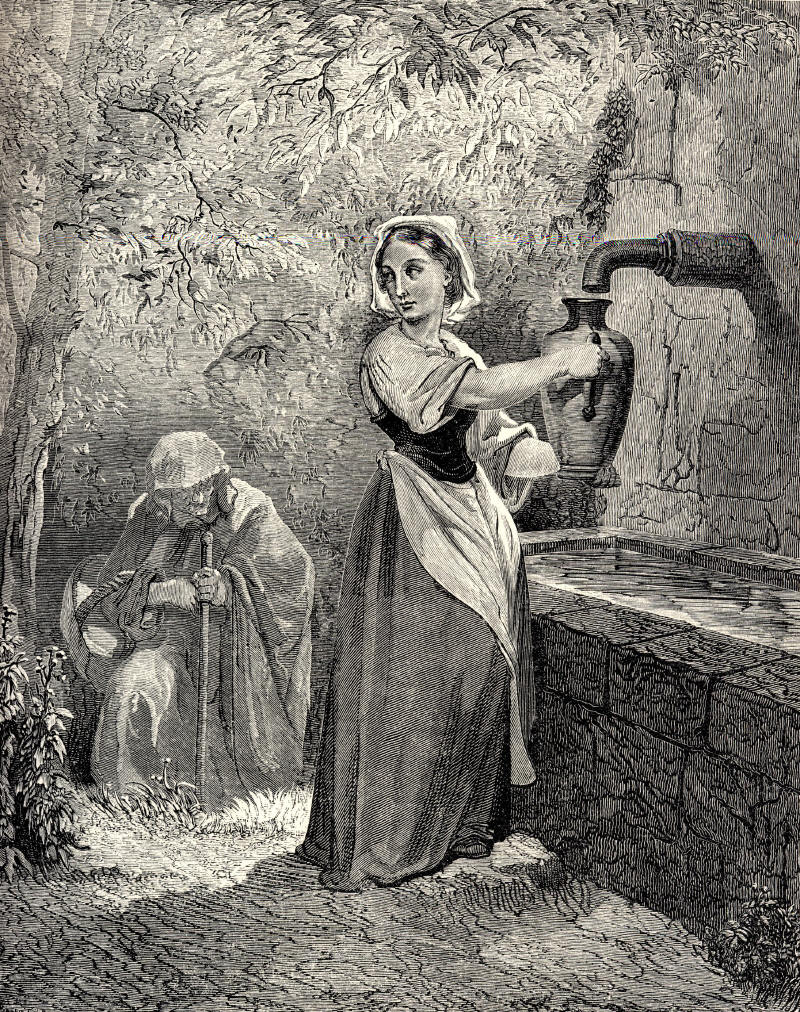
Illustration du conte Les Fées par Gustave Doré.
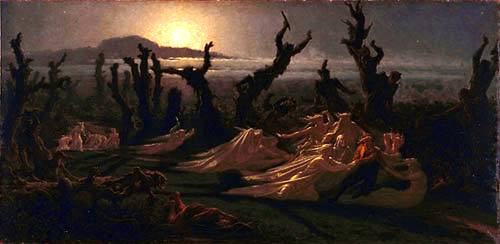
Yan' Dargent, Les Lavandières de la nuit, 1861, huile sur toile, 75 × 150 cm

## AuxXXeetXXIesiècles

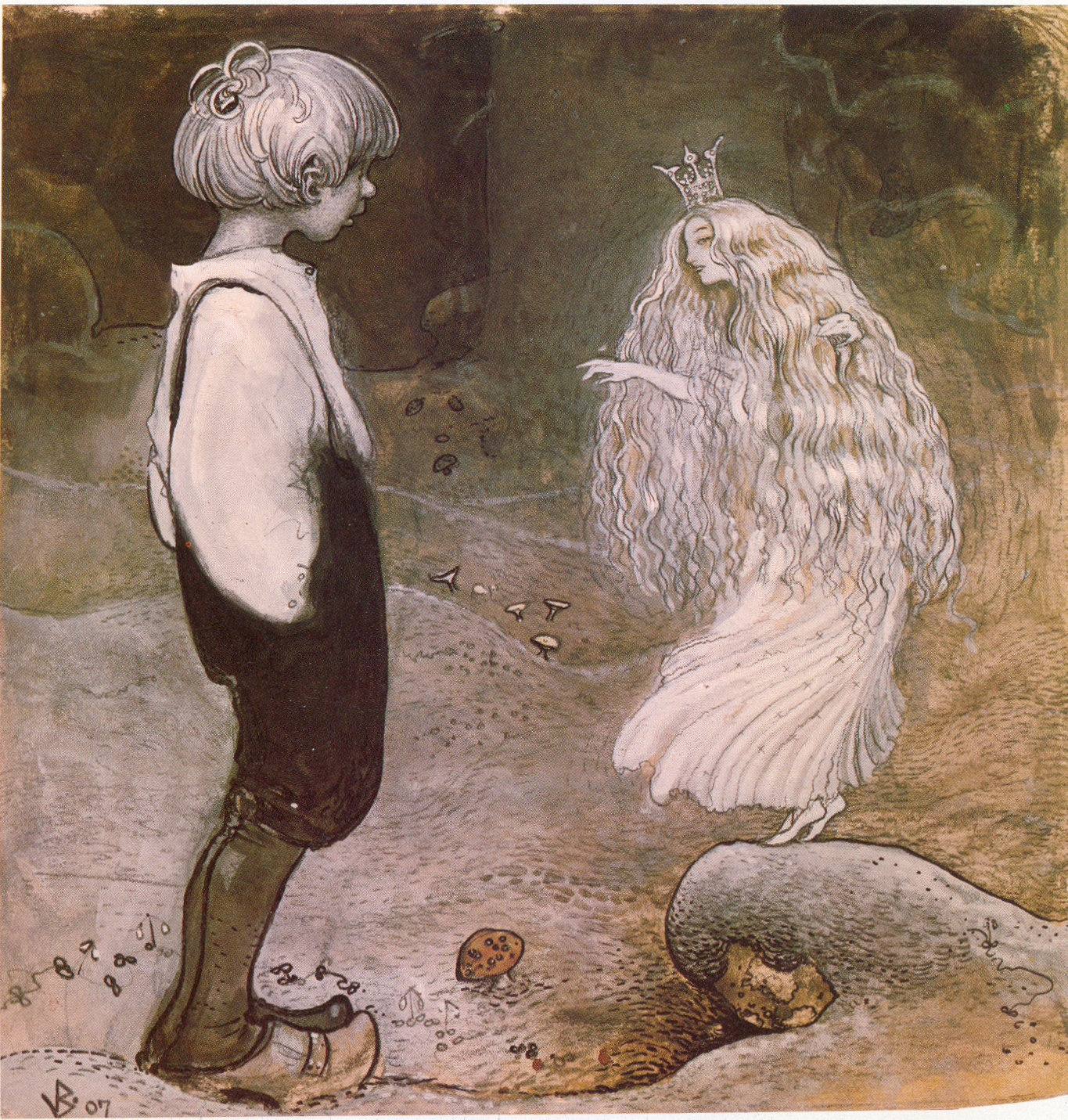
Au même moment, elle se changea en une merveilleuse petite fée, illustration de John Bauer pour l'anthologie jeunesse d'Alfred Smedberg : The seven wishes in Among pixies and trolls.

Michel Le Bris qualifie le XXe siècle de « siècle des fées » en raison de productions « d'une extraordinaire richesse » et de l'intérêt pour tout ce qui a trait au rêve et à l'imaginaire, ainsi que pour les croyances et la recherche du « sense of wonder » (« sens du merveilleux »). Après la Première Guerre mondiale, les auteurs de féerie européens connaissent un certain recul tandis que les habitants qui peuplent les États-Unis cherchent à constituer une identité culturelle pour leur pays. Bien que l'heroic fantasy, alors en plein développement, mette peu de fées en scène, elle correspond à un changement dans la représentation du bestiaire folklorique et mythologique. Toutefois, c'est Walt Disney et après lui les studios Disney, qui sont les acteurs de la renaissance féerique américaine. L'« effet Tolkien » correspond à la naissance du jeu de rôle puis aux « années Donjons et Dragons », qui voient « les années de retour en force des fées et des lutins, fers de lance inattendus de la contre-culture ». Plus tard, les auteurs japonais s'inspirent de la féerie européenne dans leurs œuvres, à tel point que pour Claudine Glot « les mangas ont choisi pour grande ressource les mondes de féerie, et s'en sont fait le refuge » ces dernières années.

### Illustration

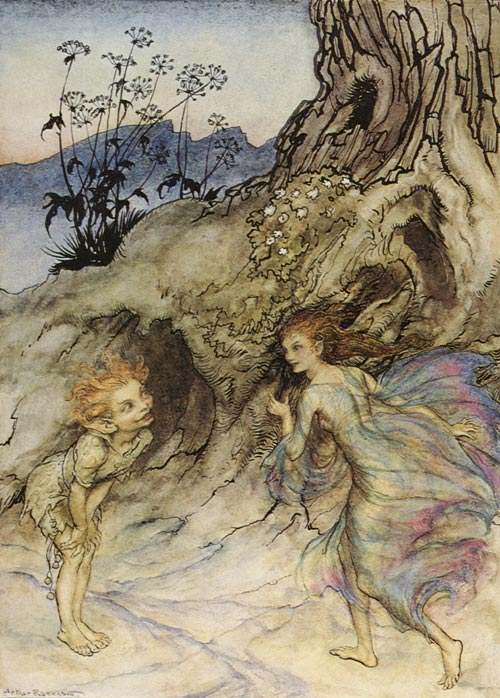
Le lutin Puck en compagnie d'une fée, par Arthur Rackham pour illustrer Le Songe d'une nuit d'été.

Les Britanniques Edmund Dulac et Arthur Rackham sont les deux illustrateurs de livres pour enfants les plus connus au début du XXe siècle pour avoir représenté des fées, le Suédois John Bauer ayant lui aussi dépeint un très riche bestiaire fantastique, de même que Kay Nielsen. Aux États-Unis, Howard Pyle travaille, entre autres, sur la légende arthurienne par le biais de l'illustration mais également de l'écriture.
Les Flower Fairies de l'époque victorienne sont popularisées par Mary de Teck qui se montre très intéressée par cette forme d'art, ainsi que l'illustratrice et poétesse Cicely Mary Barker, qui publie une série de huit livres entre 1923 et 1948. L'imagerie des fées anglaises est devenue de plus en plus « mignonne » et « miniaturisée » au fil du temps.

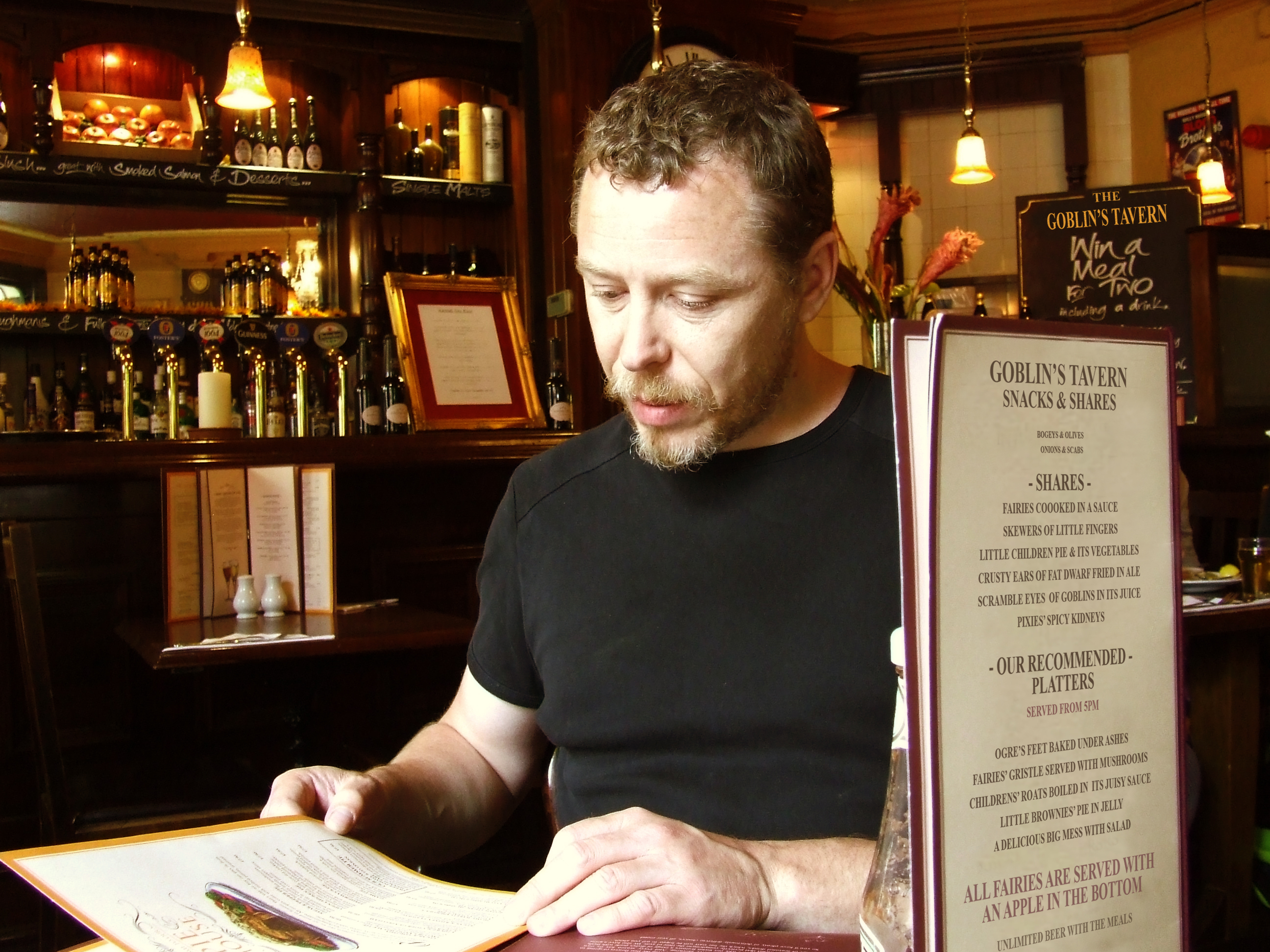
L'illustrateur Jean-Baptiste Monge au Goblin's Tavern en 2009

Les illustrateurs Brian Froud et Alan Lee sont universellement reconnus pour être les spécialistes et les pionniers de la nouvelle vague d'illustrations féeriques. Ils réalisent Fairies en 1978, l'ouvrage « qu'attendaient les amoureux de l'Autre Monde », et un « livre culte ». Froud produit d'autres ouvrages d'illustrations comme Goblins en 1983, illustre des œuvres jeunesses et poursuit ses travaux à succès comme Le Livre de fées séchées de Lady Cottington, Good Faeries, Bad Faeries et un jeu de tarot. Son style de dessin lui est propre et ses fées peu féminines possèdent de l'ironie, de l'insolence et une « inquiétante » malice. Depuis, de nombreux autres illustrateurs se sont spécialisés dans la féerie, comme David Delamare, Erlé Ferronnière, Sandrine Gestin qui utilise la peinture à l'huile, ou encore Pascal Moguérou. Jean-Baptiste Monge a été récompensé par le prix Wojtek-Siudmak du graphisme 2008, le Silver Award dans la catégorie illustration de livre pour la couverture de Celtic Faeries et le prix Art&Fact 2009 pour l'ensemble de son œuvre consacrée au petit peuple. Bien que la plupart des illustrateurs de fées travaillent sur des recueils de contes pour enfants, d'autres font des photographies ou encore des sculptures.

### Littérature de fiction

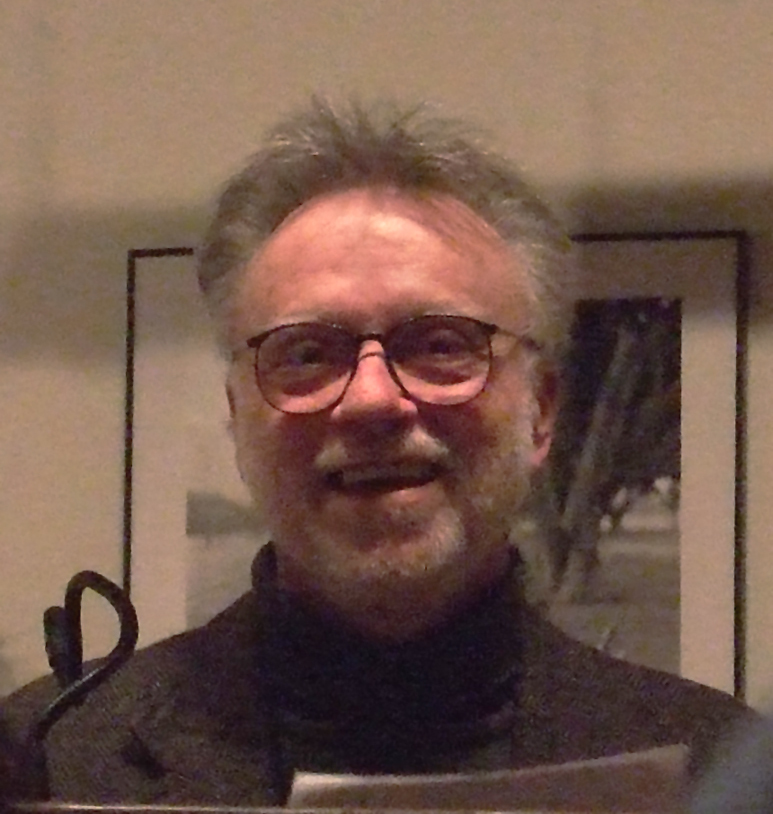
John Crowley, auteur du Parlement des fées, en 2007

La littérature féerique se fait de plus en plus mystique au début du XXe siècle, mais reste indissociable d'une forme de révolte ou de contestation : les auteurs de féerie irlandais tels que George William Russell et James Stephens sont généralement nationalistes et travaillent à la reconnaissance de la culture de leur pays. Lord Dunsany, l'un des premiers auteurs de fantasy avec, entre autres, La Fille du roi des elfes (qui est aussi la première œuvre de fiction décrivant des êtres féeriques dans un monde parallèle) n'est toutefois pas nationaliste. En 1906, Le Merveilleux Voyage de Nils Holgersson à travers la Suède raconte comment ce dernier est enchanté par un lutin (tomte) qui le réduit à sa taille pour avoir maltraité des animaux, et part dans un fabuleux voyage en compagnie des oies sauvages. Le livre connaît un succès phénoménal et se fait traduire dans quasiment toutes les langues du monde. La série de livres de C. S. Lewis Le Monde de Narnia met en scène bon nombre d'êtres féeriques tels que les faunes et les dryades qui vivent dans un monde peuplé de géants, de licornes et de bien d'autres créatures.
Les fées nous échappent. Elles sont radieuses et on ne peut les saisir, et ce qu'on ne peut avoir on l'aime éternellement.
Après Tolkien, les publications de romans fantasy avec des fées se multiplient. Terry Pratchett crée la fantasy humoristique avec ses Annales du Disque-Monde, l'ouvrage Mécomptes de fées parodiant les contes merveilleux. John Crowley publie Le Parlement des fées en 1981. Les femmes auteurs de fantasy s'attachent plus facilement à la légende arthurienne. Ainsi, Marion Zimmer Bradley la raconte avec son Cycle d'Avalon du point de vue de la fée Morgane et Carolyn J. Cherryh s'attache au même personnage dans son Cycle de Morgaine. Ursula K. Le Guin est auteur de livres pour enfants et d'essais parlant de féerie. En 1990, Ellen Kushner adapte Thomas le Rimeur, histoire d'un troubadour qui séduit la reine des fées. La Forêt des Mythagos, œuvre monumentale et mémorable de Robert Holdstock, parle à travers la forêt de Ryhope d'un monde où naissent toutes les légendes et créatures depuis l'inconscient collectif. Dans la trilogie À la croisée des mondes, bien qu'elles soient présentées comme des sorcières, Serafina Pekkala et sa troupe ont tous les attributs des personnages féeriques, restent éternellement jeunes, prennent des amants humains et se couronnent de fleurs. Sans mettre en scène de fées, la saga Harry Potter témoigne d'un vaste intérêt pour les créatures fantastiques, et le petit peuple à travers les elfes de maison.
L'une des personnes les plus influentes pour ce qui est des fées en littérature est Terri Windling, qui publie des anthologies uniquement consacrées à ces créatures (Faery! en 1985), tient des conférences, rédige des essais sur le même thème, et dirige la collection Ace fantasy qui publie des recueils de contes. Les recueils de contes merveilleux modernes en anglais sont par ailleurs très nombreux à partir des années 1980, preuve d'un fairy revival. De multiples sagas fantasy mettent en valeur des fées comme le personnage de Lully dans la Saga des Cavaliers des Lumières, Claudine dans La Communauté du Sud, Holly Short et Opale Koboï dans la saga d'Artemis Fowl, Pyrgus Malvae dans La Guerre des fées de Michael Ritchie, en 1998, ou encore Keenan dans Wicked Lovely. Les Chroniques de Spiderwick laissent aussi une large place aux fées. On peut également cité la saga "les Royaumes Invisibles" de Julie Kagawa où on retrouve plusieurs personnages d'un Songe d'une nuit d'été comme Oberon, Titania et Puck dans une version plus moderne.

#### Peter Pan

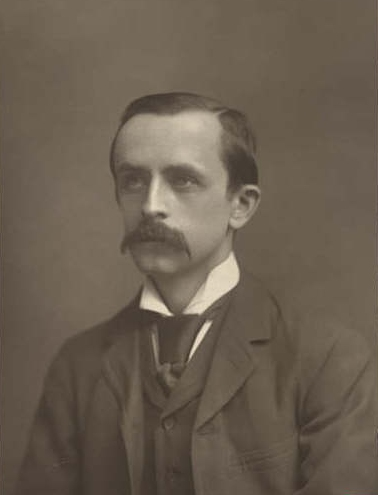
J. M. Barrie, auteur de Peter Pan et créateur de la fée Clochette.

Les fées sont très présentes au pays imaginaire (Neverland) dans Peter et Wendy, version romanesque de l'œuvre de J. M. Barrie, Peter Pan, publiée en 1911 et dont le personnage de la fée Clochette est devenu une icône de la culture populaire. Cette dernière est nommée Tinker Bell dans la version originale, Tinn-Tamm dans la traduction française de l'œuvre et fée Clochette dans la version française du dessin animé produit par Walt Disney. Cette fée minuscule, qui s'exprime par tintements de clochette (d'où son nom) et permet aux enfants de voler influence fortement la vision des fées.

#### J. R. R. Tolkien
Bien que les œuvres de Tolkien ne mentionnent pas directement des fées mais plutôt des créatures qui en sont inspirées, leur influence sur les littératures de l'imaginaire et sur le jeu de rôle a été déterminante, et ces derniers sont devenus un phénomène de société, en particulier dans la génération hippie américaine. Ces romans sont en grande partie responsables d'une vision moderne des elfes, très éloignée de celle du folklore. Par ailleurs, Tolkien est un grand connaisseur de la féerie, qu'il nommait « Faërie », et à laquelle il a consacré bon nombre de travaux et de conférences. Le Seigneur des anneaux, phénomène culte aux États-Unis après sa parution en 1966, éveille chez la génération étudiante de l'époque un intérêt tout particulier pour les elfes et le petit peuple, et fait partie d'un vaste mouvement de contreculture des années 1960 aux années 1970.

### Auteurs spécialistes et elficologie

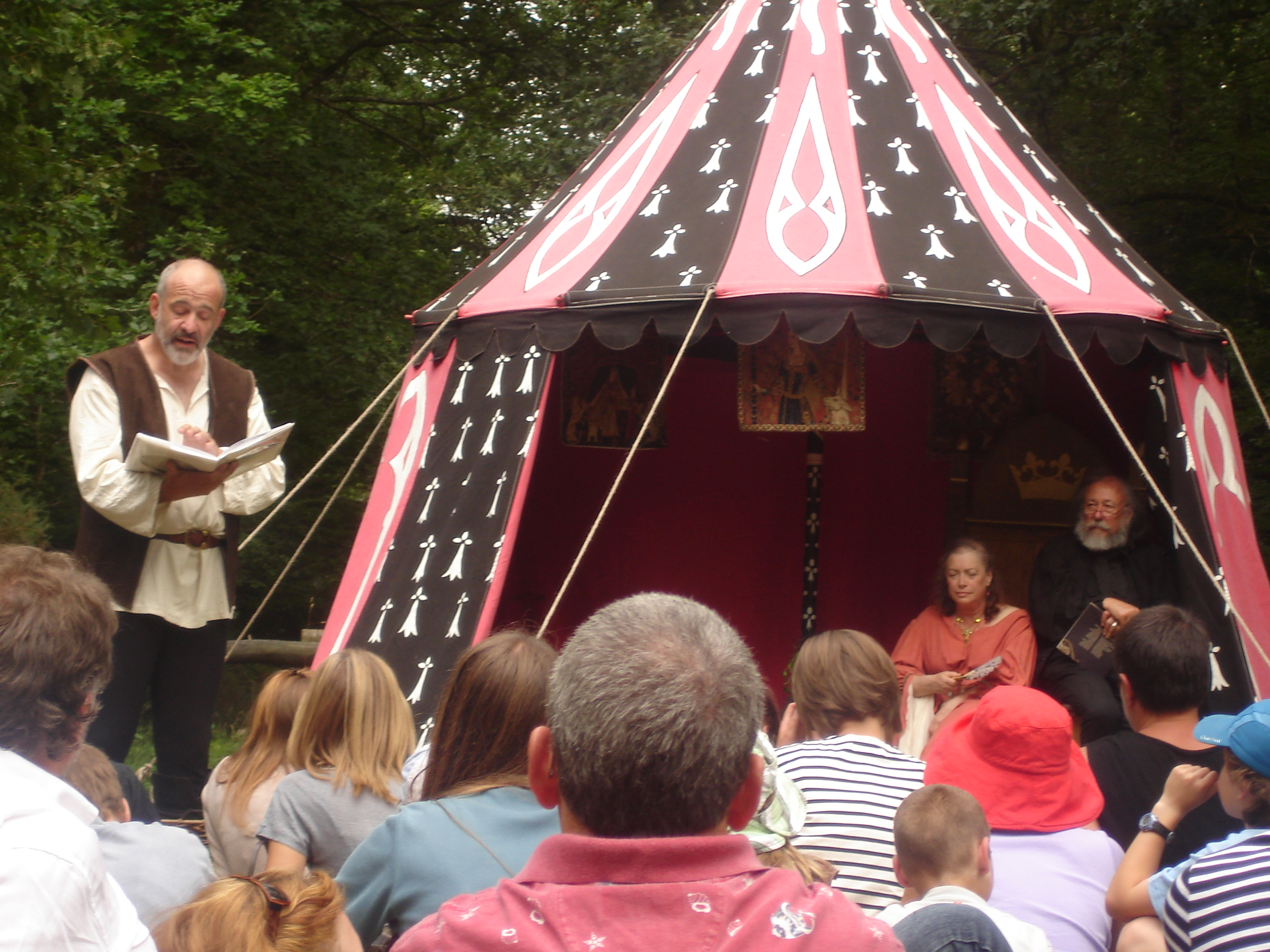
Le Centre de l'imaginaire arthurien rassemble plusieurs spécialistes des fées, ici Claudine Glot et Pierre Dubois (à droite) durant une lecture du lai de Lanval en juillet 2010.

L'écrivain britannique Tolkien est sans conteste à l'origine de l'intérêt soudain de la jeune génération pour les êtres féeriques. À sa suite, les premiers ouvrages anglo-saxons répertoriant les fées du folklore ou étudiant ces créatures connaissent ainsi le succès éditorial. Ces livres, « qui laissent perplexes les gens sérieux », sont signés Katharine Briggs (An Encyclopedia of Fairies: Hobgoblins, brownies, bogies and other supernatural creatures) ou encore Thomas Keightley (The World Guide to Gnomes, Fairies, Elves and Other Little People). Doctorante en littérature du XVIIe siècle, Briggs (1898–1980) continue à écrire de nombreux autres ouvrages sur le folklore, un certain nombre étant des livres pour enfants. Keightley (1789–1872) était un historien formé au Trinity College de Dublin, qui a beaucoup travaillé sur la mythologie et le folklore.
En France, la sauvegarde du folklore féerique doit énormément à Pierre Dubois, à la fois auteur, scénariste de bande dessinée, écrivain, conteur et conférencier, unanimement cité comme à l'origine du regain d'intérêt pour les fées et le petit peuple. Il rassemble des légendes locales, disant que « les fées sont un héritage de mai 1968 », et en parle dans ses chroniques à la radio puis à la télévision durant plus de 30 ans, ce qui initie sa carrière et rend sa passion publique. Il est l'inventeur de l'« elficologie », ou « étude du petit peuple » comme d'un équivalent à l'étude des « fairies », bien qu'il s'agisse à l'origine d'une blague de sa part. L'univers des contes, du rêve et des légendes liées au petit peuple, est devenu sa spécialité. Il publie La Grande Encyclopédie des fées en 1996, résultat d'une vingtaine d'années de recherches.
En 1978, Brian Froud et Alan Lee publient Faeries et renouent avec la tradition des livres illustrés. Les films et les livres sur lesquels Froud travaille avec sa femme Wendy, spécialiste du modelage, l'ont hissé au rang d'auteur culte de la féerie anglo-saxonne. Il travaille et vit dans le Devon, les paysages de ses peintures sont fréquemment inspirés du Dartmoor, en Angleterre. Depuis, de très nombreux auteurs s'intéressent aux fées, entre autres Édouard Brasey qui a publié le Traité de Faërie et bon nombre d'autres ouvrages, et Marie-Charlotte Delmas avec Sur la trace des fées en 2004 et Fées et lutins : les esprits de la nature en 2006.

### Cinéma, télévision et animation

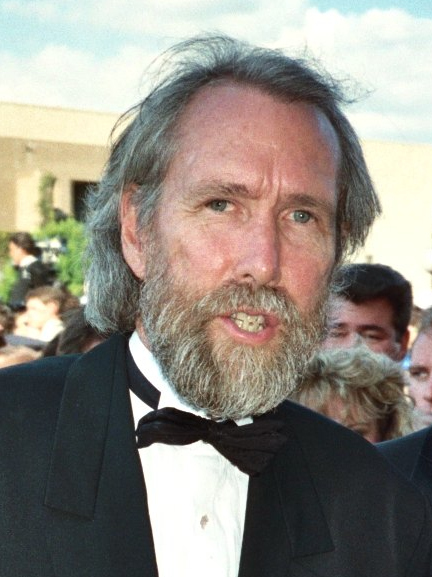
Jim Henson, réalisateur des films Dark Crystal et Labyrinthe.

Au cours des XXe et XXIe siècles, de multiples productions cinématographiques mettent les fées et leur monde en avant. Les adaptations de la légende arthurienne comme Excalibur de John Boorman en 1981, sont très nombreuses aussi bien en Europe qu'aux États-Unis ou au Japon, en général « plus le film est récent, plus la féerie est présente ». Peter Pan, en plus de la version de Walt Disney, a été adapté en film muet en 1924, par Paul John Hogan en 2003 et par Steven Spielberg qui a d'ailleurs imaginé une suite au roman en 1991 : Hook ou la Revanche du Capitaine Crochet. Des créations originales se placent dans le registre du conte merveilleux, tels Legend de Ridley Scott en 1985 et Willow de Ron Howard en 1988. Terry Gilliam explore tout particulièrement l'univers féerique à travers des œuvres comme Les Frères Grimm bien qu'il montre rarement des fées à l'écran.
L'affaire des fées de Cottingley a donné naissance à deux films : Le Mystère des fées : Une histoire vraie de Charles Sturridge en 1997 et Forever la même année. D'autres sont adaptées de sagas littéraires à succès, comme Les Chroniques de Spiderwick de Mark Waters en 2007. Des œuvres japonaises comme les Chroniques de la guerre de Lodoss ou même celles du studio Ghibli comme Princesse Mononoké, Ponyo sur la falaise et surtout Arrietty et le petit monde des Chapardeurs mettent le petit peuple en scène. Plus récemment, la parodie du conte de fées a gagné le cinéma, entre autres avec le personnage de Marraine la Bonne Fée dans Shrek 2, et la production de Disney Il était une fois, en 2007.

#### L'influence de Walt Disney
D'après Michel Le Bris, le coup de génie de Walt Disney « sera d'importer les contes et légendes que la vieille Europe avait oublié, ou auxquels elle ne croyait plus, pour leur redonner vie par la grâce de techniques nouvelles ». Blanche-Neige et les Sept Nains sort en 1937 et présente le petit peuple, Pinocchio montre la Fée bleue comme un idéal féminin des années 1930, « attirante mais pas glamour », Fantasia la danse de la fée Dragée, où le petit peuple dépose rosée, couleurs d'automne ou givre dans les sous-bois, Cendrillon la bonne fée marraine qui permet à la jeune fille d'aller au bal, Peter Pan la fée Clochette qu'il popularise en 1953. À travers un très grand nombre d'œuvres, les studios Disney ont « largement contribué à augmenter le rêve américain d'une dimension féerique ».

#### Dark CrystaletLabyrinthe
Jim Henson et Brian Froud créent avec Dark Crystal, en 1982, une œuvre qui devient une référence de la culture populaire et place pour la première fois d'étranges créatures inspirées des elfes, des trolls et des gobelins dans le rôle des personnages principaux. Le film « impose une vision moderne de ces créatures ». Les deux hommes poursuivent leur collaboration avec le film Labyrinthe, en 1986, qui rencontre également un grand succès.

#### Winx Club
Winx Club est une série télévisée italienne dont les héroïnes sont une bande de fées, créée par Iginio Straffi et produite par Rainbow S.p.A., elle a été diffusée à compter du 28 janvier 2004 sur la Rai Due et maintenant dans plus de 150 pays dont la France, où la série a été diffusée à partir du 11 février 2004 sur France 3 dans Ludo et sur Télétoon.

#### Carnival Row
Carnival Row est une série télévisée fantastique américaine dont l’héroïne principale, Vignette Stonemoss, une fée arrive au Burgue à la suite de la guerre imminente qui menace son royaume. Cette série est créée par René Echevarria et Travis Beacham, et diffusée depuis le 30 août 2019 sur Prime Video.

### Autres
Les fées inspirent d'autres médias et formes d'art, dès la sortie de Donjons et Dragons, le premier jeu de rôle, le petit peuple a été intégré au bestiaire fantastique influencé par Tolkien. Toutefois, quelques jeux offrent une place plus importante aux fées, tel Changelin : le Songe qui propose d'incarner un changelin, être mi-fée et mi-humain « en lutte contre un ennemi impalpable : La Banalité ». La bande dessinée est un autre terrain fertile pour les fées, que ce soit à travers le Peter Pan de Régis Loisel ou les nombreux albums scénarisés par Pierre Dubois (Laïyna, Petrus Barbygère, Le Grimoire du petit peuple, La Légende du Changeling, etc.) Dans les années 1960, René Goscinny crée La Fée Aveline, avec le dessinateur Coq, qui met en scène une fée qui vit comme une jeune fille moderne. Les auteurs de manga ont toujours été séduits par les fées européennes, proches de la mythologie shintoïste japonaise. De ce fait, les mangas mettant en scène fées, elfes, lutins, nains et autres esprits de la nature sont assez nombreux,. Claudine Glot identifie un certain nombre de chanteuses, majoritairement celtiques, dont l'art pourrait être qualifié de « fairy music », il s'agit d'auteurs, de compositeurs et d'interprètes heavenly voices comme Lisa Gerrard, Enya, Loreena McKennitt, Kate Bush et Karen Matheson.
Les fées ont toujours été présentes en jouet, notamment avec la gamme Disney Fairies, franchise de la Walt Disney Company, dont le concept est de exploiter le riche héritage des contes de fées au sein de l'univers de Disney. Le personnage principal est la fée Clochette, mais elle sert de fil conducteur pour un ensemble d'éléments, principalement à l'attention des jeunes filles. Les jeux vidéo possèdent eux aussi leurs personnages féeriques, à l'instar de Navi et des grandes fées dans la saga des The Legend of Zelda.
L'univers des fées a donné lieu à l'organisation de plusieurs conventions et festivals, comme Faerieworlds (et son spin-off FaerieCon), ou alors le festival Trolls et Légendes, à Mons en Belgique, dont l'édition 2009 est consacrée aux fées avec Brian Froud comme invité d'honneur.

#### Encyclopédies et dictionnaires
- Jorge Luis Borges et M. Guerrero, Le Livre des êtres imaginaires [détail des éditions] et notamment Jorge Luis Borges et M. Guerrero, Le Livre des êtres imaginaires, Paris, Gallimard, 2007, 233 p. (ISBN 978-2-07-071102-4).
- (en) Katharine Mary Briggs, An Encyclopedia of Fairies. Hobgoblins, brownies, bogies and other supernatural creatures, New York, Pantheon, 1976, 481 p. (ISBN 0-394-73467-X).
- Pierre Dubois (ill. Roland et Claudine Sabatier), La Grande Encyclopédie des fées (1re éd. 1996) [détail des éditions] et notamment Pierre Dubois (ill. Roland Sabatier et Claudine Sabatier), La Grande Encyclopédie des fées, Paris, Hoëbeke, 2008, 186 p. (ISBN 978-2-84230-326-6).
- Catherine Rager, Dictionnaire des fées et du peuple invisible dans l'Occident païen, Brepols, coll. « Petits dictionnaires bleus », 2003, 1041 p. (ISBN 978-2-503-51105-4)
- (en) Anna Franklin, The Illustrated Encyclopedia of Fairies, Sterling Publishing Company, 2004

#### Ouvrages liés à l'illustration
- (en) Brian Froud (ill. Alan Lee), Faeries, Peacock Press/Bantam, 1978 (ISBN 0-553-01159-6), traduction française : Brian Froud (trad. Pierre Alien, ill. Alan Lee), Les Fées, Albin Michel, 1993, 188 p. (ISBN 978-2-226-06476-9)
- Brian Froud (trad. de l'anglais), Le Monde de Faerie, Paris, Fetjaine, 2009, 172 p. (ISBN 978-2-35425-166-6)